# Литовка Ігор Юрійович
І́гор Ю́рійович Лито́вка (нар. 5 червня 1988, Нікополь) — український футболіст, воротар.

## Життєпис

### Клубна кар'єра
У ДЮФЛ виступав за нікопольські команди — «Колос» і «Обрій». Вигравав чемпіонат України, у якому виступали юнаки до 19 років. Пізніше два місяці перебував на перегляді в запорізькому «Металурзі». 2006 року виступав за «Електрометалург-НЗФ» в аматорському чемпіонаті України, провів лише 1 матч.

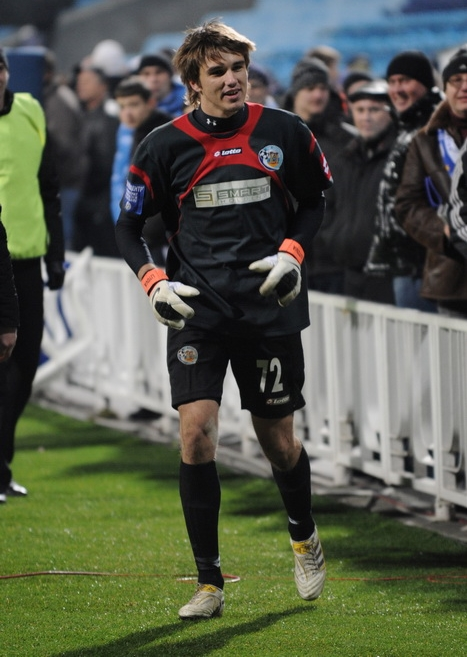
Ігор Литовка під час виступів за «Севастополь». 27 листопада 2010 року.

Узимку 2007 року перейшов до клубу «Севастополь», клуб тоді виступав у Другій лізі України. У команді дебютував 5 травня 2007 року у виїзному матчі проти комсомольського «Гірника-спорт» (0:3): Литовка вийшов у додатковий час замість Олександра Сокоренко. Литовка тривалий час був запасним воротарем.

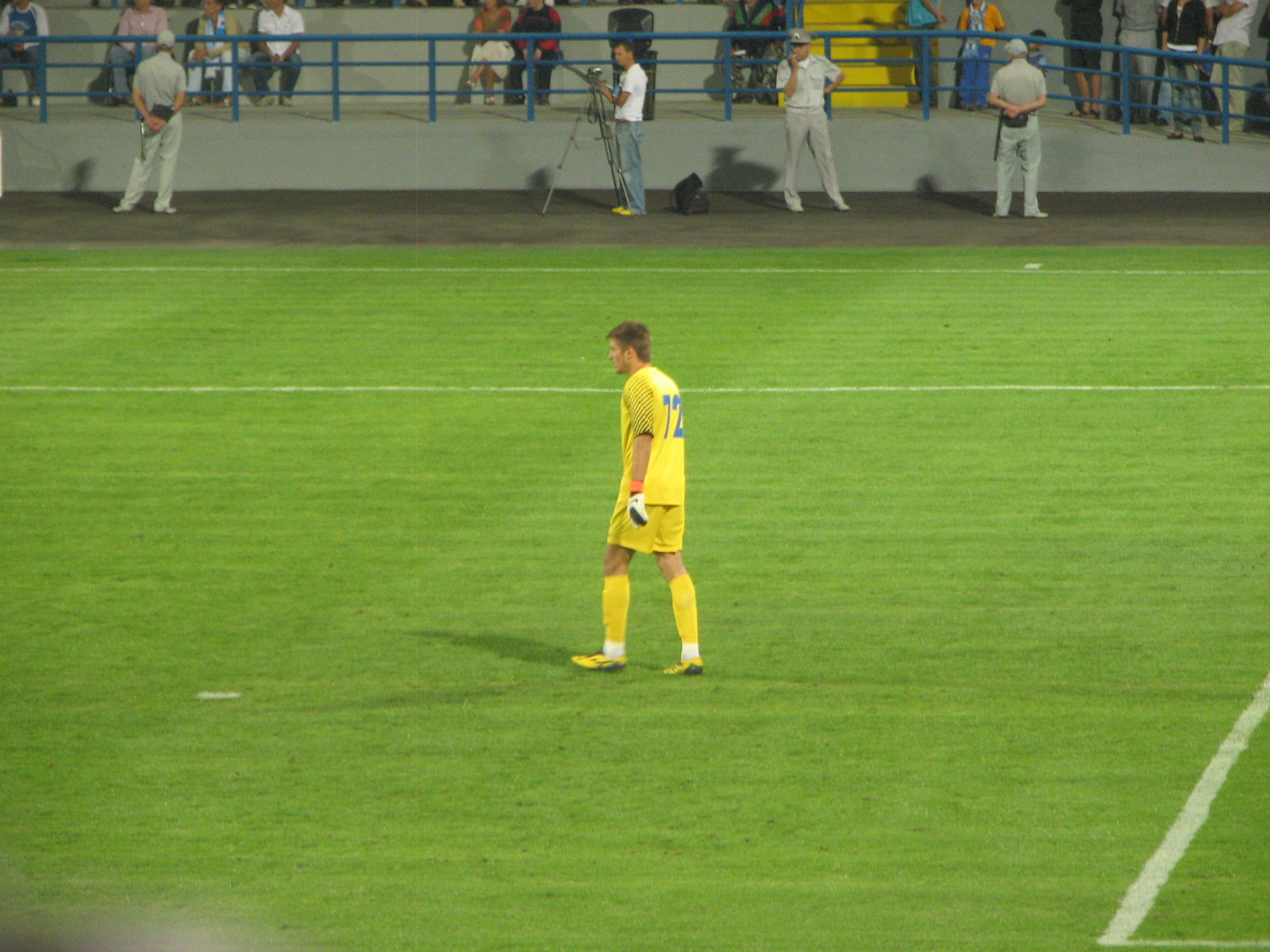
Литовка у вересні 2011 року.

Узимку 2009 року був відданий в оренду в сімферопольську «Таврію» з метою підвищення кваліфікації. У команді провів півроку та зіграв 11 матчів у молодіжній першості України. Потім повернувся в «Севастополь», не зумівши закріпитися в «Таврії». У грудні 2009 року з'явилася інформація про те, що Литовка покинув стан команди. Пізніше побував на перегляді в команді «Фенікс-Іллічовець» із села Калініне. Литовка встиг зіграти в чемпіонаті Нікополя з футзалу за «Обрій» на початку 2010 року й забити два голи. Наприкінці січня 2010 року уклав новий контракт із «Севастополем» на три роки.
У сезоні 2009/10 «Севастополь» зміг стати переможцем Першої ліги України та вийти у Прем'єр-лігу. У Прем'єр-лізі Литовка дебютував 19 листопада 2010 року в домашньому матчі проти київського «Арсенала» (0:2): Литовка вийшов після перерви замість Олександра Сокоренка. Наступного матчу проти київського «Динамо» Литовка зміг парирувати два пенальті від Романа Єременка та Артема Мілевського, проте команда все ж програла 0:2. Через це сайт Football.ua включив його у збірну 19-го туру. Після цього Литовка в одному з інтерв'ю розповів, що на відбиті пенальті його надихнув Олександр Шовковський, також про те, що на тренуваннях він відбивав пенальті, укладавши парі на сік і шоколад.
Улітку 2014 року, після того як «Севастополь» знявся зі змагань, на правах вільного агента перейшов до складу новачка Прем'єр-ліги «Олімпіка» (Донецьк).
У березні 2016 року став гравцем латвійського клубу «Рига», але вже наприкінці того самого року залишив команду.
На початку 2018 року Литовку, після невдалого перегляду в угорському «Діошдьйорі», підписала чернігівська «Десна».

## Досягнення
- Переможець Першої ліги України (2): 2009/10, 2012/13
- Переможець Другої ліги України (1): 2006/07